# Château de la Croë

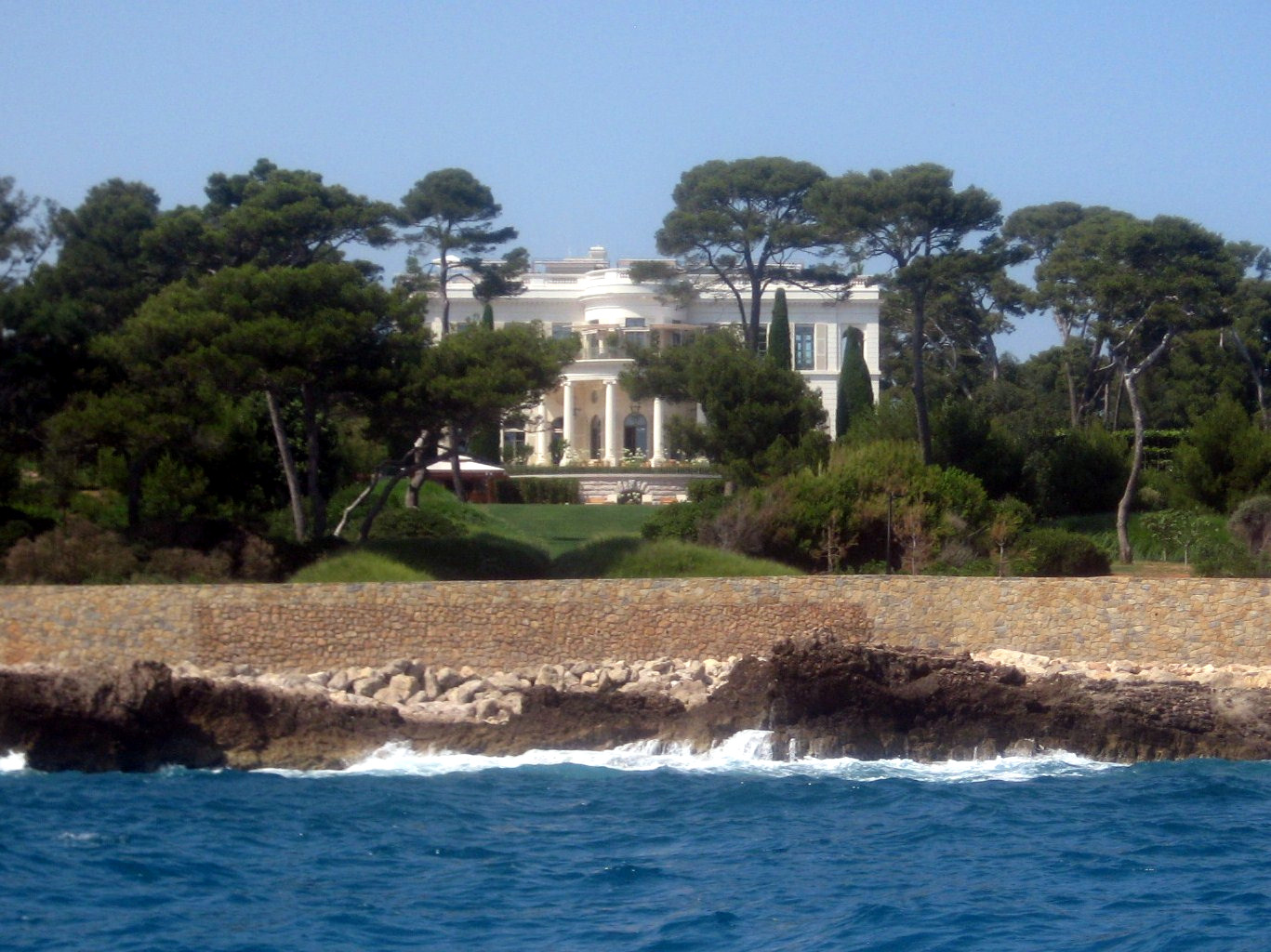
Château de la Croë

Das Château de la Croë ist eine große freistehende Villa auf einem acht Hektar großen Gelände auf der Halbinsel Cap d’Antibes an der Côte d’Azur im südfranzösischen Département Alpes-Maritimes. Das Château im klassizistischen Stil wurde von dem Architekten Armand-Albert Rateau entworfen und 1927 für Sir William Pomeroy Burton, den Generaldirektor von Associated Newspapers, gebaut.
Das Château de la Croë hat eine sehr große Ähnlichkeit mit dem Château de Bagatelle im Bois de Boulogne in Paris. Dieses diente Armand-Albert Rateau als Vorbild für den Bau des Château de la Croë, vor allem für die hintere Fassade, die auf den Hof zeigt.

## Eigentumsverhältnisse
Der Herzog und die Herzogin von Windsor mieteten das Schloss im Mai 1938 zusätzlich zu ihrer Pariser Villa, nachdem der Herzog 1936 als König Edward VIII. abgedankt hatte. Als die Deutschen in Frankreich einmarschierten, verließen sie es am 19. Juni 1940 und reisten nach Spanien.

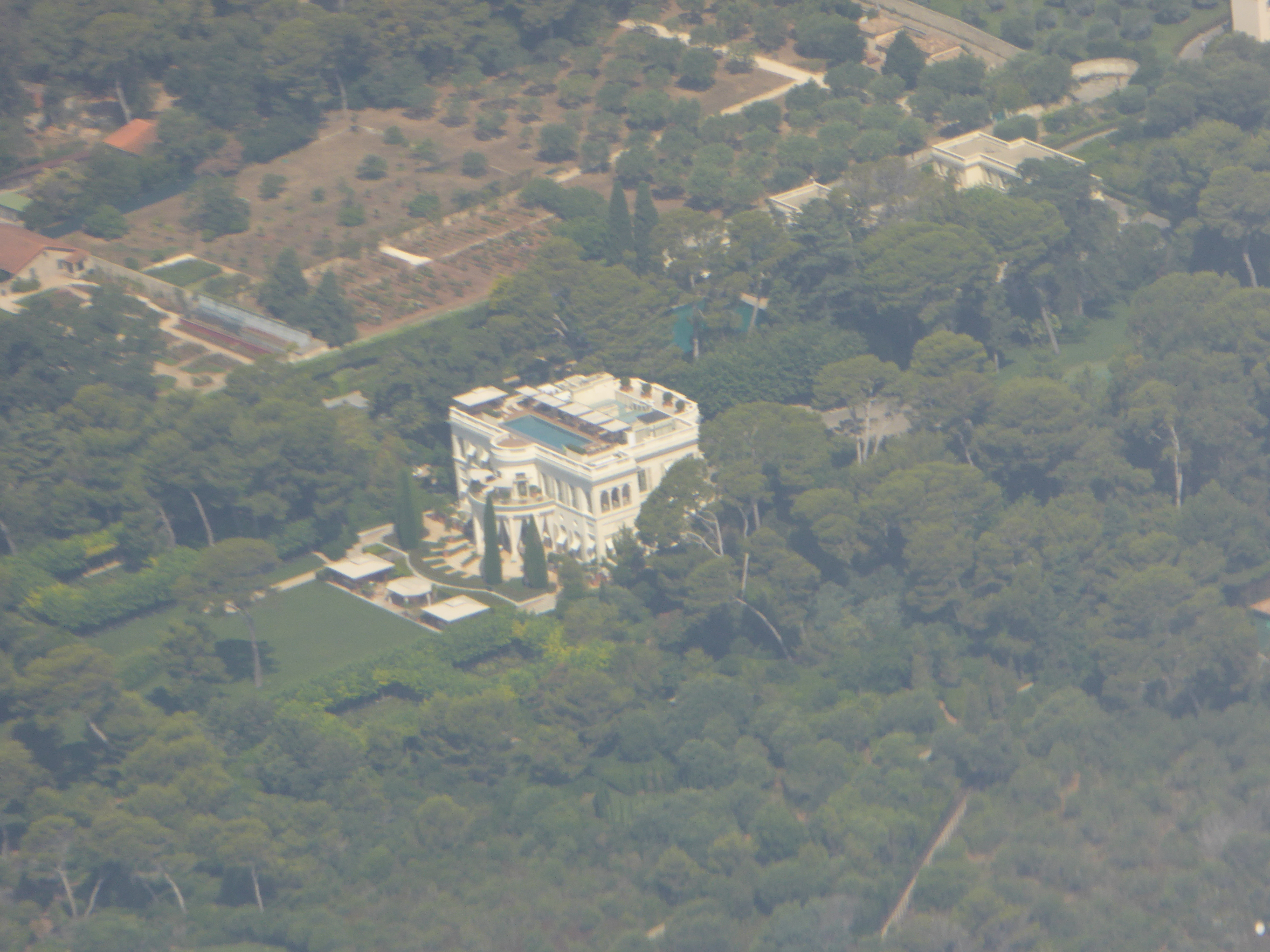
Château de la Croë

Die Windsors kehrten 1946 zurück und mussten feststellen, dass das Haus während des Krieges als Quartier für italienische und deutsche Truppen genutzt worden war. Das Gebäude befand sich in einem schlechten Zustand, und auf dem Gebäude und im Garten befanden sich verlassene militärische Ausrüstungsgegenstände. Die Herzogin von Windsor renovierte daraufhin das Haus, was die Schriftstellerin Rebecca West zu der Bemerkung veranlasste, dass „es nicht viele Frauen gibt, die die Schlüssel zu einem gemieteten Haus in die Hand nehmen können, das durch die lange Unterwerfung unter zeitweilige Bewohner verunreinigt ist, und es so aussehen lassen können, als hätte dort zwei oder drei Jahrhunderte lang eine Familie mit heiterem guten Geschmack gelebt.“
Winston und Clementine Churchill feierten 1948 ihren vierzigsten Hochzeitstag mit den Windsors auf dem Schloss.
Zu den Gästen der Windsors gehörten auch Deborah, Herzogin von Devonshire, und ihr Ehemann, der 11. Herzog von Devonshire. Deborah Devonshire erinnerte sich später daran, dass der Herzog von Windsor beim Abendessen den vollen Highland-Dress trug, mit einem Kilt und einem Dolch, und dass ein Highland-Piper die Gäste beim Abendessen unterhielt, was nach Devonshires Meinung „eher zu den nebligen Glens als zur Côte d'Azur im Juli passte.“ Die Haushälterin der Windsors arbeitete später in Chatsworth House der Devonshires; sie berichtete Deborah Devonshire, dass das gesamte Personal, das die Windsors im Château de la Croë beschäftigten, blond war, doch in Edward Wessex' Dokumentarfilm „Whatever happened to the Windsors?“ aus dem Jahr 2015 sind Filmaufnahmen von Mitarbeitern mit dunklem Haar und dunkler Haut enthalten, die im Château gedreht wurden.
Die Windsors zogen aus, als ihr Mietvertrag im Frühjahr 1949 auslief.
Der griechische Schifffahrtsmagnat Aristoteles Onassis besaß das Schloss von 1950 bis 1957, verkaufte es aber, nachdem seine Frau Athina Livanos ihn mit ihrer Freundin, der Prominenten Jeanne Rhinelander, im Bett ertappt hatte.  Das Haus wurde dann von Onassis’ Schwager und Geschäftsrivalen Stavros Niarchos erworben, der es für seine Frau Eugenia Livanos, Athinas Schwester, kaufte.
1970 zerstörte ein großes Feuer das Schloss und die Bäume, die es umgaben, und war dann drei Jahrzehnte lang dem Verfall preisgegeben.

## 21. Jahrhundert

### Roman Abramowitsch
Das Château de la Croë ist seit 2001 im Besitz des russischen Geschäftsmannes Roman Abramowitsch.
Abramowitsch soll 30 Millionen Pfund für die Restaurierung des Schlosses ausgegeben haben. Im Jahr 2010 wurden im Haus ein Vortrag und ein Kurzfilm über die Restaurierung des Château de la Croë durch Abramowitsch gezeigt. Vor der Restaurierung war das Schloss beschädigt und von Hausbesetzern besetzt, nur die Struktur war noch intakt. Die Genehmigung für die Renovierung wurde im Februar 2004 erteilt, und die Arbeiten dauerten vier Jahre.
Im Rahmen der Arbeiten wurde auf dem Dach des Gebäudes ein ca. 15 m langer Swimmingpool errichtet und im Untergeschoss ein Fitnessraum und ein Kino eingerichtet. Die Außenanlagen wurden von Peter Wirtz, dem Sohn des bekannten belgischen Landschaftsarchitekten Jacques Wirtz, angelegt und mit kalifornischen und mediterranen Arten bepflanzt.

### Affäre um den illegalen Ponton
2008 startete Roman Abramowitsch ein großes Bauvorhaben mit dem Ziel, einen 40 Meter langen Ponton zu bauen, an dem seine drei Jachten (die Pelorus (115 m), die Ecstasea (86 m) und die Susurro (50 m)) festmachen können.
Die Bau-Aktiengesellschaft im Besitz von Roman Abramowitsch hatte am 5. Dezember 2008 eine ordnungsgemäße Genehmigung erhalten. Der Besitzer des Château de la Croë plante den Bau eines Pontons im Meer, der über einen einziehbaren Steg mit dem bestehenden am Ufer verbunden werden sollte.
Der Präfekt des Département Alpes-Maritimes, Dominique Vian, lehnte den Bau jedoch ab; der Steg wurde nie gebaut, obwohl die Fundamente bereits im Meer verlegt waren.

### Beschlagnahme des Château
Im April 2022 wurde das Schloss aufgrund des Russischen Überfalls auf die Ukraine von der französischen Regierung beschlagnahmt, nachdem Sanktionen gegen russische Oligarchen verhängt wurden.